# Dalea frutescens
Dalea frutescens är en ärtväxtart som beskrevs av Asa Gray. Dalea frutescens ingår i släktet Dalea, och familjen ärtväxter. Inga underarter finns listade i Catalogue of Life.